# Magyar Bankszövetség
A Magyar Bankszövetség a magyarországi bankok érdekképviseleti szerve, a banki közösség hivatalos álláspontjának koordinátora és képviselője.
A Bankszövetség képviselője tagja az Országos Betétbiztosítási Alap és a Befektető Védelmi Alap Igazgatótanácsának.

## Székhelye
1051 Budapest, József nádor tér 5-6.

## Feladatai[1]
- A  legfontosabb feladata a bankszektor érdekeinek képviselete
- Szakmai munkabizottságok és munkacsoportok működtetése
- Részvétel a jogszabály-előkészítési munkában,  a kialakított állásfoglalások képviselete  a törvényhozás és kormány előtt.
- Együttműködés más szakmai és civil szervezetekkel
- Etikai Bizottság működtetése
- koordináció és szakmai egyeztetés a kormányzati döntések előkészítése során
- részvétel az Európai Bankföderáció (EBF) döntéshozatalában.
- az EBF szakmai állásfoglalásainak implementálása

## Története

### Előzményei
A  hitelintézeti szektor érdekképviseletére Pénzintézetek Országos Egyesülése (POE) néven 1903-ban jött létre az első ilyen jellegű tömörülés Magyarországon. 1919-ben még külön szervezetként alakult meg  a Takarékpénztárak és Bankok Egyesülete. A későbbiekben e két szervezet  - a POE beolvadásával – egyesült, így  az egységes
szervezet vált minden érdemi funkció letéteményesévé.

### Megalakulása
A  rendszerváltáskor kialakult a kétszintű bankrendszer. Az újonnan megjelenő kereskedelmi bankok egy szakmai-érdekképviseleti szervezet létrehozását tartották szükségesnek. A Bankszövetséget 1989. februárjában jegyezték be a Fővárosi Bíróságon.  1993 óta együttműködik az Európai Unió Jelzálog Föderációjával, 2004-ben pedig teljes jogú tagja lett az Európai Bankföderációnak is.

## Vezetői

### Elnökök (1989–)
- Lenk Géza K&H Bank elnök-vezérigazgató, 1989–1993
- Erdély Zsigmond Gábor MKB elnök-vezérigazgató, 1993–1997
- Erdei Tamás MKB elnök-vezérigazgató, 1997–2008
- Felcsuti Péter Raiffeisen Bank vezérigazgató, 2008–2009
- Erdei Tamás MKB elnök-vezérigazgató, 2009–2011
- Patai Mihály UniCredit Bank Hungary Zrt. elnök-vezérigazgató, 2011–2012
- Patai Mihály UniCredit Bank Hungary Zrt. elnök-vezérigazgató, 2013–2019
- Becsei András OTP Jelzálogbank Zrt. vezérigazgató, 2019–2020
- Jelasity Radován Erste Bank Hungary Zrt. vezérigazgató, 2020–

### Alelnökök (1989–)
- Birmann Erzsébet,  Innofinance Rt. vezérigazgató, 1989–1992
- Erős János, Általános Értékforgalmi Bank vezérigazgató, 1992–1995
- Felcsuti Péter,  Raiffeisen Bank, vezérigazgató, 1995–2001
- Matthias Kunsch, HVB Bank Hungary Zrt., elnök-vezérigazgató, 2001–2005
- Gyuris Dániel,  FHB Jelzálogbank Nyrt., vezérigazgató, 2005–2008
- Török László, CIB Bank, vezérigazgató, 2008–2009
- Patai Mihály,  UnicreditBank Hungary Zrt., elnök-vezérigazgató, 2009–2011
- Gyuris Dániel, OTP Jelzálogbank Zrt., elnök-vezérigazgató, 2011–2014
- Becsei András, OTP Jelzálogbank Zrt. vezérigazgató, 2014–2019
- Radován Jelasity, Erste Bank Hungary Zrt.,  vezérigazgató, 2019-2020
- Becsei András,  OTP Jelzálogbank Zrt., vezérigazgató 2020–

### Főtitkárok (1989–)
- Radnótzi János 1989
- Pulai Miklós 1989–2000
- Nyers Rezső 2000–2011
- Kovács Levente 2011–

## Munkacsoportjai
- Adózási munkacsoport
- Agrár munkacsoport
- BankAdat munkacsoport
- Bankbiztonsági munkacsoport
- Basel II. munkacsoport (Tőkedirektíva)
- Humánerőforrás munkacsoport
- IT biztonsági munkacsoport
- Kommunikációs munkacsoport
- Lakáshitelezési munkacsoport
- Makrogazdasági munkacsoport
- Pénzmosás elleni munkacsoport

## Tagjai 2020 májusában
- Agrár-Vállalkozási Hitelgarancia Alapítvány
- Bank of China
- Bank of China Hungarian Branch
- BISZ
- Budapest Bank
- BNP Paribas Magyarországi Fióktelepe
- Citibank
- Cofidis Magyarország
- Commerzbank Zrt.
- CIB Bank
- Deutsche Bank
- Duna Takarék Bank
- ERSTE Bank
- ERSTE Lakástakarék
- Eximbank
- Takarék Jelzálogbank Nyrt.
- Fundamenta Lakáskassza
- Garantiqua Hitlegarancia Zrt.
- Giro zrt.
- Gránit Bank
- ING Bank
- K&H Bank
- K&H Jelzálogbank Zrt.
- KDB Bank
- Keler
- MagNet Magyar Közösségi Bank
- Magyar Cetelem Bank
- Merkantil Bank
- MFB Zrt.
- MKB Bank
- Oberbank
- OTP Bank
- OTP Lakástakarék
- OTP Jelzálogbank
- Polgári Bank Zrt.
- Porsche Finance
- Raiffeisen Bank
- Sberbank
- Sopron Bank
- Takarékbank
- Unicredit Bank
- Unicredit Jelzálogbank

### Társult tagok
- Diákhitel Központ
- Kavosz
- Magyar Lízingszövetség
- Magyar Államkincstár

## Folyóirat, publikáció, oktatás
- Gazdaság és Pénzügy - szakmai folyóirat, az Alapítvány a Pénzügyi Kultúra Fejlesztéséért alapítvánnyal közösen, felelős szerkesztő Marsi Erika, megjelenik évente 4 alkalommal
- Szakképesített Bankreferens pénzügyi tanfolyam  - a Bankárképzővel közösen
- A Hitelintézeti Szemlét 2002-ben alapította a Magyar Bankszövetség. A lap a Bankszövetség szakmai, tudományos kiadványaként 2014-ig működött. 2014-ben a lap kiadását a Magyar Nemzeti Bank átvette.
- Banküzemtan (tankönyv kézikönyv), gyakorló banki szakembereknek. Szerkesztők: Kovács Levente és Marsi Erika